# Jex Thoth
Jex Thoth est un groupe américain de doom metal et rock psychédélique, originaire de San Francisco, mené par la chanteuse Jessica Thoth, dont le pseudonyme sert aussi de nom au groupe et fait référence au dieu égyptien Thot.

## Historique
Sous le nom de Totem, le groupe sort un premier EP éponyme en 2007 sur le label suédois I Hate Records. Le groupe change de nom peu de temps après pour Jex Thoth. L'année suivante, Jex Thoth sort son premier album, peu après la publication d'un split avec le groupe Pagan Altar. Toujours la même année, paraissent une réédition de l'EP Totem ainsi qu'un nouvel EP, Witness. Le groupe gagne en notoriété au cours de l'année 2010, se lançant dans deux tournées en avril et en octobre/novembre et donnant des concerts à des festivals tels que le Doom Shall Rise à Göppingen, le Roadburn Festival à Tilbourg et le Hammer of Doom à Wurtzbourg. Une autre tournée à travers l'Europe a suivi en juillet 2011.
Les pochettes du groupe, à l'exception de l'EP Totem et du LP Blood Moon Rise, ont été réalisées par le finlandais Sami Albert Hynninen, aussi connu sous le nom d'Albert Witchfinder, du groupe Reverend Bizarre .

## Style musical
Le groupe fait le pont entre les sonorités metal de Black Sabbath et l'approche expérimentale de Amon Düül II. Le jeu de guitare évoque Marillion tandis que les textes sont très influencés par l'occulte.

## Discographie
- 2007 : Totem (EP, sous le nom Totem)
- 2007 : Pagan Altar / Jex Thoth (split avec Pagan Altar)
- 2008 : Jex Thoth
- 2009 : Totem (EP, réédition)
- 2010 : Witness (EP)
- 2013 : Blood Moon Rise
- 2013 : Circles (EP)